# Amy Jagger
Amy Jagger (Halifax (Yorkshire del Oeste), Reino Unido, 14 de mayo de 1908-Cheshire, noviembre de 1993) fue una gimnasta artística británica, medallista de bronce olímpica en Ámsterdam 1928 en el concurso por equipos.

## Carrera deportiva
En las Olimpiadas celebradas en Ámsterdam en 1928 gana medalla de bronce en el concurso por equipos, tras las neerlandesas (oro) e italianas (plata), siendo sus compañeras de equipo las gimnastas: Lucy Desmond, Margaret Hartley, Annie Broadbent, Isobel Judd, Jessie Kite, Marjorie Moreman, Edith Pickles, Ethel Seymour, Ada Smith, Hilda Smith y Doris Woods.